# المقبل (المحويت)

تعديل مصدري - تعديل

المقبل هي إحدى قرى عزلة عنبر بمديرية المحويت التابعة لمحافظة المحويت، بلغ تعداد سكانها 277 نسمة حسب تعداد اليمن لعام 2004.